# Trachymedusae
Ordre
Les Trachymedusae constituent un ordre des cnidaires de la classe des hydrozoaires. 

## Description et caractéristiques

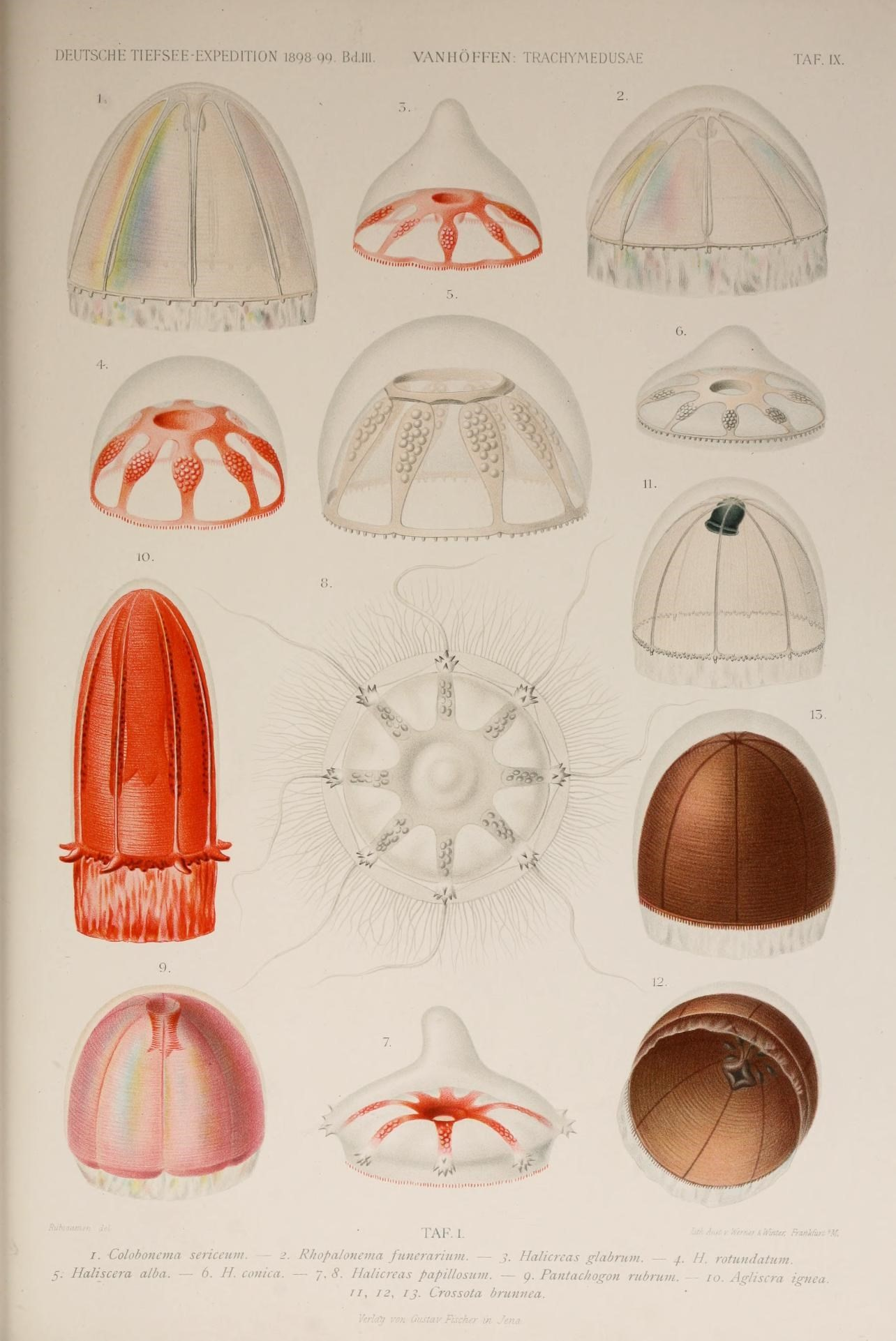
Planche de trachyméduses. L'illustration centrale met en évidence la symétrie octoradiaire de ces animaux.

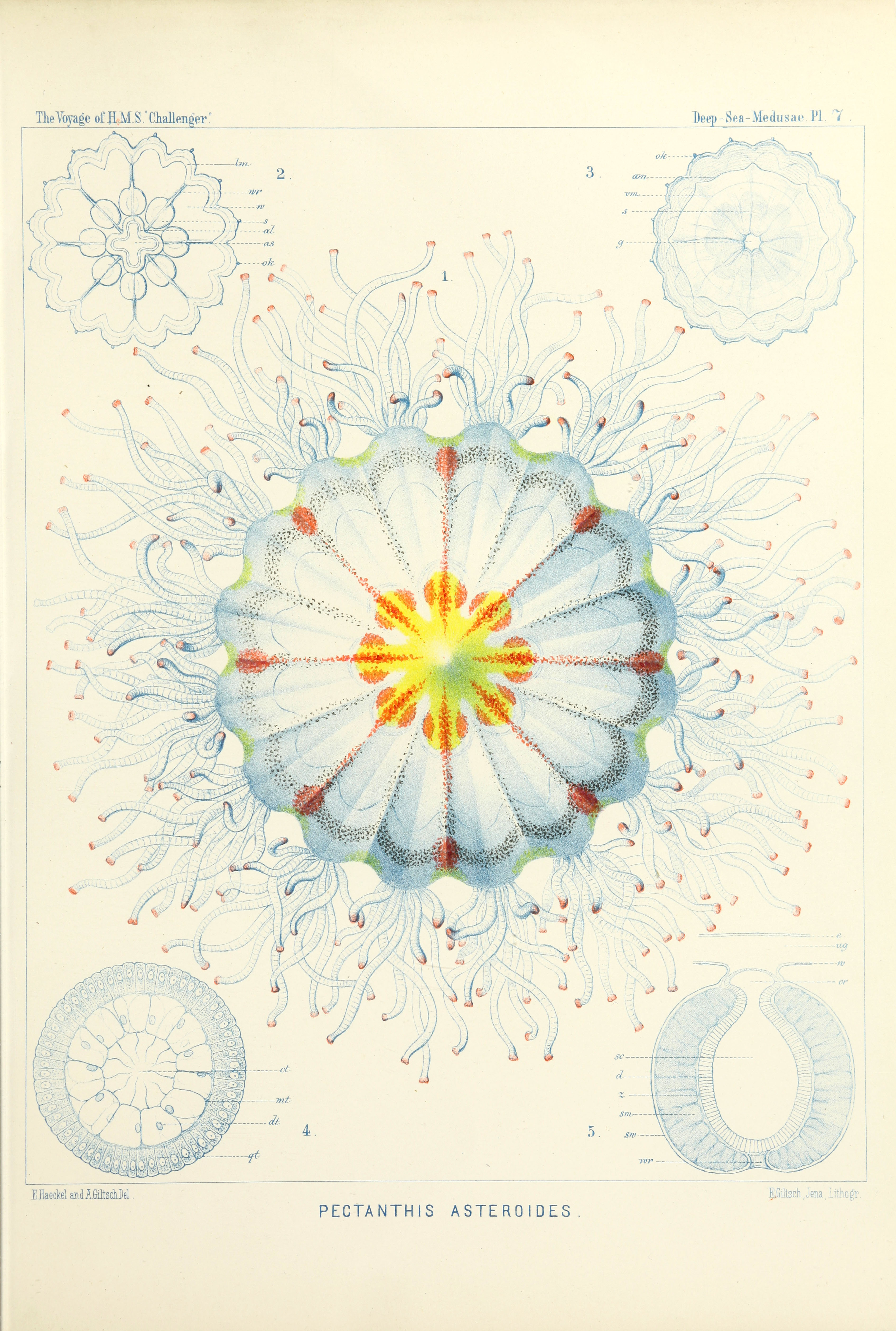
Planche de trachyméduses (Ptychogastria asteroides) d'Ernst Haeckel.

Cet ordre contient environ 50 espèces réparties entre environ 30 genres et 5 familles, dont les Rhopalonematidae qui sont, de loin, les plus diversifiées. 
Les Trachymeduses sont caractérisées par une cloche hémisphérique, voire plus haute que large et par l'absence totale de stade polype. La marge (périphérie de l'ombrelle) n'est pas lobée et la symétrie radiaire des canaux radiaux est le plus souvent d'ordre 8 (c'est-à-dire que chaque section radiale est répliquée huit fois en étoile autour du centre, mais parfois moins ou plus). 
Ce sont surtout des espèces pélagiques vivant très au large ou à grande profondeur.

## Liste des familles
Selon World Register of Marine Species (29 août 2015), Catalogue of Life (6 nov. 2012) et ITIS (6 nov. 2012) :
- famille des Geryoniidae Eschscholtz, 1829
  - genre Geryonia Péron & Lesueur, 1810
  - genre Heptarradiata Zamponi & Gezano, 1989
  - genre Liriope Lesson, 1843
  - genre Octorradiata Zamponi & Gezano, 1989
- famille des Halicreatidae Fewkes, 1886
  - genre Botrynema Browne, 1908
  - genre Halicreas Fewkes, 1882
  - genre Haliscera Vanhöffen, 1902
  - genre Halitrephes Bigelow, 1909
  - genre Homoeonema Maas, 1893
  - genre Varitentacula He, 1980
- famille des Petasidae Haeckel, 1879
  - genre Petasus Haeckel, 1879
  - genre Petasiella Uchida, 1947
- famille des Ptychogastriidae Mayer, 1910
  - genre Ptychogastria Allman, 1878
  - genre Tesserogastria Beyer, 1959
- famille des Rhopalonematidae Russell, 1953
  - genre Aglantha Haeckel, 1879
  - genre Aglaura Péron & Lesueur, 1810
  - genre Amphogona Browne, 1905
  - genre Arctapodema Dall, 1907
  - genre Benthocodon Larson & Harbison, 1990
  - genre Colobonema Vanhöffen, 1902
  - genre Crossota Vanhöffen, 1902
  - genre Pantachogon Maas, 1893
  - genre Persa McCrady, 1859
  - genre Ransonia Kramp, 1947
  - genre Rhopalonema Gegenbaur, 1857
  - genre Sminthea Gegenbaur, 1857
  - genre Tetrorchis Bigelow, 1909
  - genre Vampyrocrossota Thuesen, 1993
  - genre Voragonema Naumov, 1971

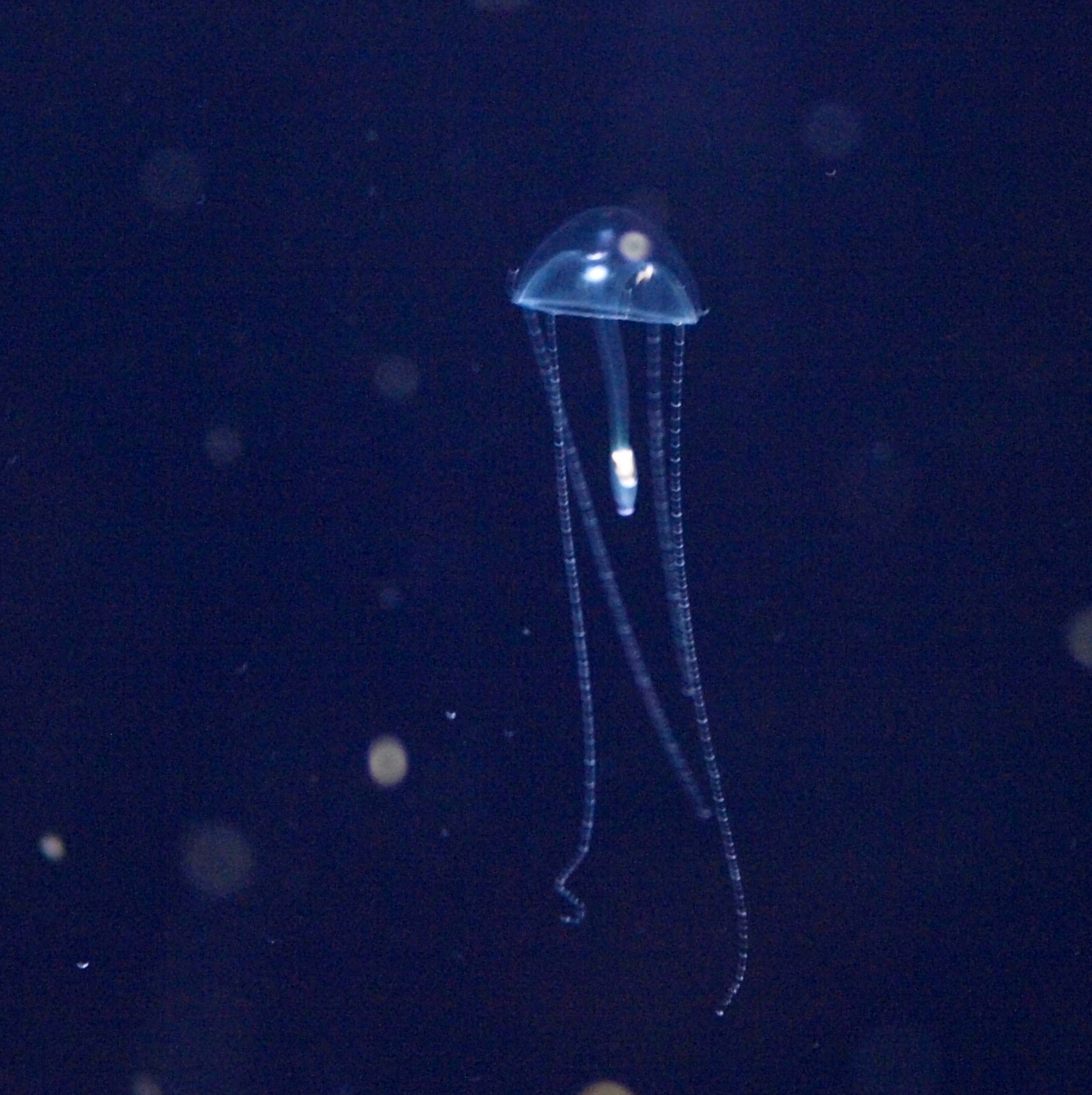
Liriope tetraphylla, une Geryoniidae
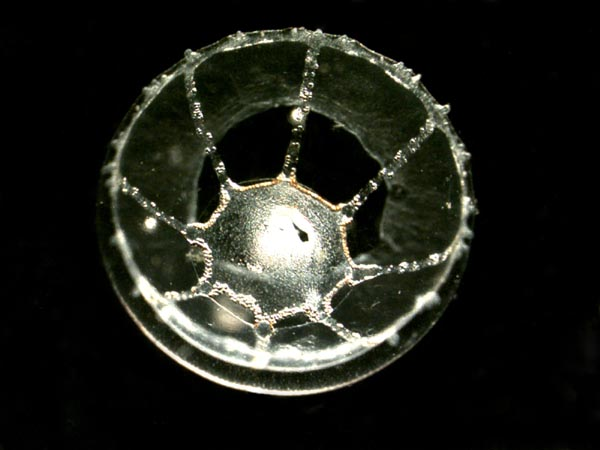
Botrynema ellinorae, une Halicreatidae
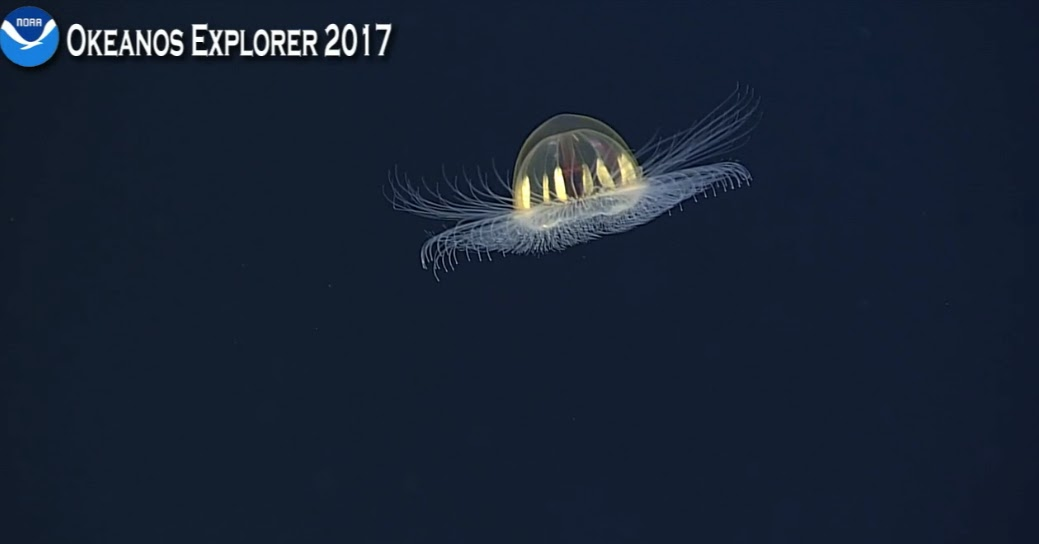
Benthocodon hyalinus, une Rhopalonematidae